# Калапуйя
Калапуйя, Kalapuya, Calapooia, Calapuya, Calapooya, Kalapooia, Kalapooya — племя индейцев Северо-западного побережья США. Большинство калапуйя в настоящее время проживают в резервации Конфедерации племён общины Гранд-Ронд в штате Орегон. Традиционные земли калапуйя находились на территории запада современного американского штата Орегон, от Каскадных гор на востоке и до прибрежной горной цепи на западе, и от реки Колумбия на севере до гор Калапуйя у реки Ампква на юге (ныне округ Дуглас в штате Орегон).
В состав калапуйя входят восемь родственных племенных групп, говорящих в совокупности на трёх языках орегонско-пенутианской семьи:
- северный калапуйя,
- центральный калапуйя,
- йонкалла (также известен как южный калапуйя).

В составе племён калапуйя известны орегонские могавки, название которых обманчиво — оно происходит от названия реки Могавк (Мохок), которая, в свою очередь, получила название от племени могавков (мохоков), совершенно не связанных происхождением с калапуйя.
Большинство потомков калапуйя (в настоящее время известно около 4000 человек с таким происхождением) происходят от смешанных браков с представителями других племён, и проживают в резервации Гранд-Ронд в штате Орегон.